# Abraham Shipman
Abraham Shipman (m. Angediva, 6 de Abril de 1664) foi nomeado governador e general de Bombaim aquando da cedência por Portugal daquela cidade aos ingleses como dote de casamento da princesa Catarina de Bragança com o rei Carlos II da Inglaterra, nos termos do Tratado de 23 de Julho de 1661. Nomeado em 1662, não chegou a tomar posse da cidade, face à recusa do Vice-rei da Índiavice-rei português da Índia]] em aceitar as credenciais apresentadas. Recolheu-se à ilha de Angediva, onde morreu em 1664, sendo ali enterrado.

## Biografia
Em 1640 Abraham Shipman era capitão no regimento de infantaria de Nicholas Byron, onde o seu irmão John era alferes. Terá sido elevado a cavaleiro, com direito ao título de Sir, por Carlos I de Inglaterra. Aquando da Restauração, pediu a Carlos II o lugar de armeiro na Torre de Londres, alegando os serviços prestados. A 26 de Janeiro de 1661 recebeu como mercê direitos sobre um farol em Dungeness, Kent. Fez testamento a 24 de Março de 1661, alegando que partiria para uma viagem às Índias Orientais, nomeando como beneficiário o seu filho William Shipman, com a obrigação de pagar 500 libras à sua filha Elisabeth Shipman.
A nomeação de  Abraham Shipman como governador de Bombaim teve efeitos a 19 de Março de 1662, no porto de Lisboa, após a ratificação do tratado, o qual o qual previa a entrega daquela praça aos britânicos com todos os seus direitos, proveitos, territórios e quaisquer pertenças, garantindo os portugueses o auxílio daqueles perante a forte presença das neerlandeses nos territórios ultramarinos e da monarquia hispânica no território português, num quadro de grande necessidade da Coroa portuguesa perante a ameaça daqueles dois grandes poderes europeus.
A esquadra de cinco navios partiu para a Índia no dia imediato, a 20 de Março, comandada por James Ley, 3.º conde de Marlborough, que nela seguia como almirante. Levava a bordo, para além do governador, uma força de 500 homens, organizada em quatro companhias, que deveria desembarcar em Bombaim e formar a primeira guarnição britânica daquela praça. Nela seguia também António de Melo e Castro, nomeado novo vice-rei português da Índia, com o encargo de fazer a entrega da praça.
Durante a longa viagem foram grandes os desentendimentos entre o vice-rei português e os britânicos, o que pôs em causa o sucesso da missão. Ainda assim, a viagem foi rápida para os padrões da época, e os primeiros navios chegaram a Bombaim a 18 de Setembro e os restantes em Outubro daquele ano de 1662.
À chegada Marlborough apresentou a sua carta-patente, solicitando a entrega de Bombaim e de toda a ilha de Salsete, o que o governador recusou, alegando que o tratado previa apenas a entrega de Bombaim. Ainda assim, alegando irregularidade na patente apresentada, também recusou entregar a cidade.

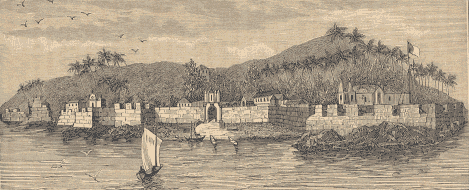
Fortaleza de Angediva

Marlborough e Shipman recorreram então ao vice-rei António de Melo e Castro, mas este declinou intervir, o que equivaleu a uma recusa da entrega de Bombaim. Entretanto, a chegada da monção obrigou as naus britânicas que transportavam as tropas a procurarem abrigo na ilha de Angediva, onde Sir Abraham Shipman desembarcou e instalou o seu quartel-general, enquanto aguardava ordens de Londres, para onde Marlborough e a maioria dos navios regressaram. Como as ordens tardavam em chegar, e o impasse se mantivesse, o general e muitos oficiais e soldados acabaram por morrer devido à dureza do clima e às más condições de alojamento. Shipman faleceu na ilha a 6 de Abril de 1664, sendo ali enterrado.
O atraso na entrega, da responsabilidade de António de Melo e Castro, que desde a chegada a Bombaim levantara vários obstáculos com o intuito de preservar a ilha na posse portuguesa. Para além de alegar incorrecções formais na carta-patente e na procuração de Abraham Shipman, a acção de Melo e Castro assentava na percepção com que tinha ficado durante a viagem de Lisboa até à Índia que o fazia acreditar na falta de boa-fé do lado britânico, acreditando que não iriam fornecer o prometido auxílio aos portugueses, o que seria patente na fraca presença militar na armada enviada.
Outra preocupação prendia-se com a sua percepção da importância estratégica da ilha de Salsete para os interesses portugueses, com um porto com condições quase melhores que Lisboa e uma localização importante em caso de ataque a Goa, acrescendo que com a entrega incondicional ficava ameaçada a presença portuguesa na região. Durante o impasse gerado pela hesitação do vice-rei chegou a notícia da perda de Cochim e de Cananor para os neerlandeses e foi conhecida a resposta do monarca português, que, reconhecendo o valor estratégico da ilha, reafirmava que este não justificava o rompimento com os britânicos, factos que forçaram a já inevitável cedência da ilha.
Os ingleses apenas saíram da ilha de Angediva em 1665, quando finalmente o vice-rei português aceitou a ordem real para proceder à entrega da cidade. Nessa altura, da força inicial restavam 191 homens, ficando na ilha 391 sepulturas de britânicos. Só em Fevereiro de 1665 foi celebrado o auto de entrega acordado entre o sucessor do falecido governador britânico, Humphrey Cooke, e o vice-rei português, António de Melo e Castro.
Apesar de Sir Abraham Shipman ser frequentemente apontado como tendo sido o primeiro governador do Raj Britânico, na realidade o seu governo esteve restrito à pequena ilha de Angediva.